# Área de Proteção Ambiental do Buriti do Meio
A Área de Proteção Ambiental do Buriti do Meio é uma unidade de conservação de uso sustentável localizada no município de Caxias (MA).

## Histórico
A Área de Proteção Ambiental do Buriti do Meio foi criada pela Lei nº 1.540/2004 de 25 de março de 2004, localizada no Projeto de Assentamento do Buriti do Meio e Santa Rosa, no 2º Distrito, com extensão territorial de 58.347,30 ha, afastada a 35 km do perímetro urbano da cidade de Caxias.

## Conservação e biodiversidade
A APA do Buriti do Meio é composta por solos arenosos, ácidos, pobres em nutrientes e frágeis e sua vegetação é o Cerrado, tendo com principais exemplares vegetais: o caju, guabiraba, bruto, ingá, axixá, pequi, capitão do mato, marmelada, gonçalvo alves, amargoso, mutamba, puçá, pau terra, pau pombo pau de leite, angico, jatobá barbatimão, azeitona, dentre outras.
Também está presente a Mata Ciliar ou Mata de Galeria ao longo dos córregos, lagoas e nascentes. 
O clima da APA  dé o tropical subúmido seco, com temperatura  média anual  de 26°C e 27ºC e precipitação pluvial entre 1.600 a 2.000 mm, com período seco de junho a novembro, e chuvoso de dezembro a maio.
A bacia hidrográfica da área é composta pelo riacho Buriti do Meio e pelo riacho Riachão.
A região é foco de desmatamento e queimadas provocadas pela prática da agricultura.